# Wessel Freytag von Loringhoven
Wessel Freiherr Freytag von Loringhoven  (Letonia, Curlandia; 22 de noviembre de 1899 - Mauerwald, 26 de julio de 1944) fue un barón (Freiherr) y militar letón. Después de la Primera Guerra Mundial, alcanzó el grado de coronel de la Wehrmacht, fue miembro de Asuntos Exteriores de la Inteligencia Militar enlazado con el Abwehr y conspirador en el atentado del 20 de julio de 1944 contra Hitler durante la Segunda Guerra Mundial.

## Biografía
Wessel Freiherr Freytag von Loringhoven nació en Curlandia (Letonia) en la región del Báltico a fines del siglo XIX. Pertenecía a la nobleza alemana, sus raíces familiares provenían de una antigua familia alemana-báltica de la región de Westfalia; se crio en la ciudad de Skulte e ingresó al ejército letón en 1918, formando filas en el 13º Regimiento de Infantería. En 1922, recién fundada la República de Letonia obtuvo la ciudadanía alemana e ingresó al Reichswehr.
En 1933, durante el asentamiento del poder por parte de Hitler, von Loringhoven abrazó la causa nazi; pero a raíz de la Noche de los cuchillos largos en 1934, se desencantó del ideario nazi. Von Loringhoven se hizo muy amigo de otro noble militar, Claus von Stauffenberg.
Ya ostentando los galones de coronel, y formando parte del OKH como director de información y contrainteligencia del ejército,  participó en 1941 en el grupo B del Ejército Sur, en la Operación Barbarroja en el sector de Ucrania y luego en 1942 en Stalingrado siendo testigo de las masacres de los comandos Einsatzgruppen y del fracaso de la toma de dicha ciudad, lo que le dieron razones de peso para  pasar a formar parte de la resistencia militar contra el régimen nazi. Con la ayuda del almirante Wilhelm Canaris, de la Abwehr pasó a formar parte de la Inteligencia del OKW en 1943.
En 1944, gracias a sus contactos con la Abwehr, proporcionó los potentes explosivos de origen inglés y sus detonadores químicos a Claus von Stauffenberg cuando la Operación Valquiria fue activada en julio de 1944.
Fracasado el Putsch contra Hitler el 20 de julio de 1944, el maletín de explosivos que no se utilizó fue hallado en los accesos a Wolfsschanze y su procedencia rastreada por Ernst Kaltenbrunner, jefe de la Oficina Central de Seguridad  del Reich, quien sospechó inmediatamente de von Loringhoven.
Wessel von Loringhoven estaba en una base del OKW en Prusia Oriental muy cerca del lugar del atentado,  en la región de Mauerwald y estando ad-portas de ser detenido por las fuerzas de seguridad, se suicidó en un bosque cerca de su base, el 26 de julio de 1944, dejando previamente una carta de despedida a su esposa.
Como represalia, su esposa fue separada de sus cuatro hijos los cuales fueron conducidos a un orfanato con apellido distinto,  ella fue encarcelada y posteriormente en mayo de 1945, fue liberada y reunida con ellos.  Wessel von Loringhoven tuvo un primo, llamado Bernd Freytag von Loringhoven que fue amparado por el general leal a Hitler, Heinz Guderian y fue ocupante del führerbunker de Hitler en Berlín hasta los últimos días del régimen.